# New Hope (Tennessee)
New Hope is een plaats (city) in de Amerikaanse staat Tennessee, en valt bestuurlijk gezien onder Marion County.

## Demografie
Bij de volkstelling in 2000 werd het aantal inwoners vastgesteld op 1043.

## Geografie
Volgens het United States Census Bureau beslaat de plaats een oppervlakte van
26,8 km², waarvan 26,7 km² land en 0,1 km² water.

## Plaatsen in de nabije omgeving
De onderstaande figuur toont nabijgelegen plaatsen in een straal van 20 km rond New Hope.